# بخش مونتگومری، شهرستان ماریون، اوهایو
بخش مونتگومری (به انگلیسی: Montgomery Township) یک منطقهٔ مسکونی در ایالات متحده آمریکا است که در شهرستان ماریون، اوهایو واقع شده‌است.
 بخش مونتگومری ۷۳٫۶ کیلومتر مربع مساحت و ۲٬۳۳۰ نفر جمعیت دارد و ۲۷۷ متر بالاتر از سطح دریا واقع شده‌است.